# Miladinovo
Miladinovo (bulgariska: Миладиново) är ett distrikt i Bulgarien.   Det ligger i kommunen Obsjtina Kărdzjali och regionen Kărdzjali, i den centrala delen av landet, 220 km sydost om huvudstaden Sofia.